# 요코하마 미디어 타워

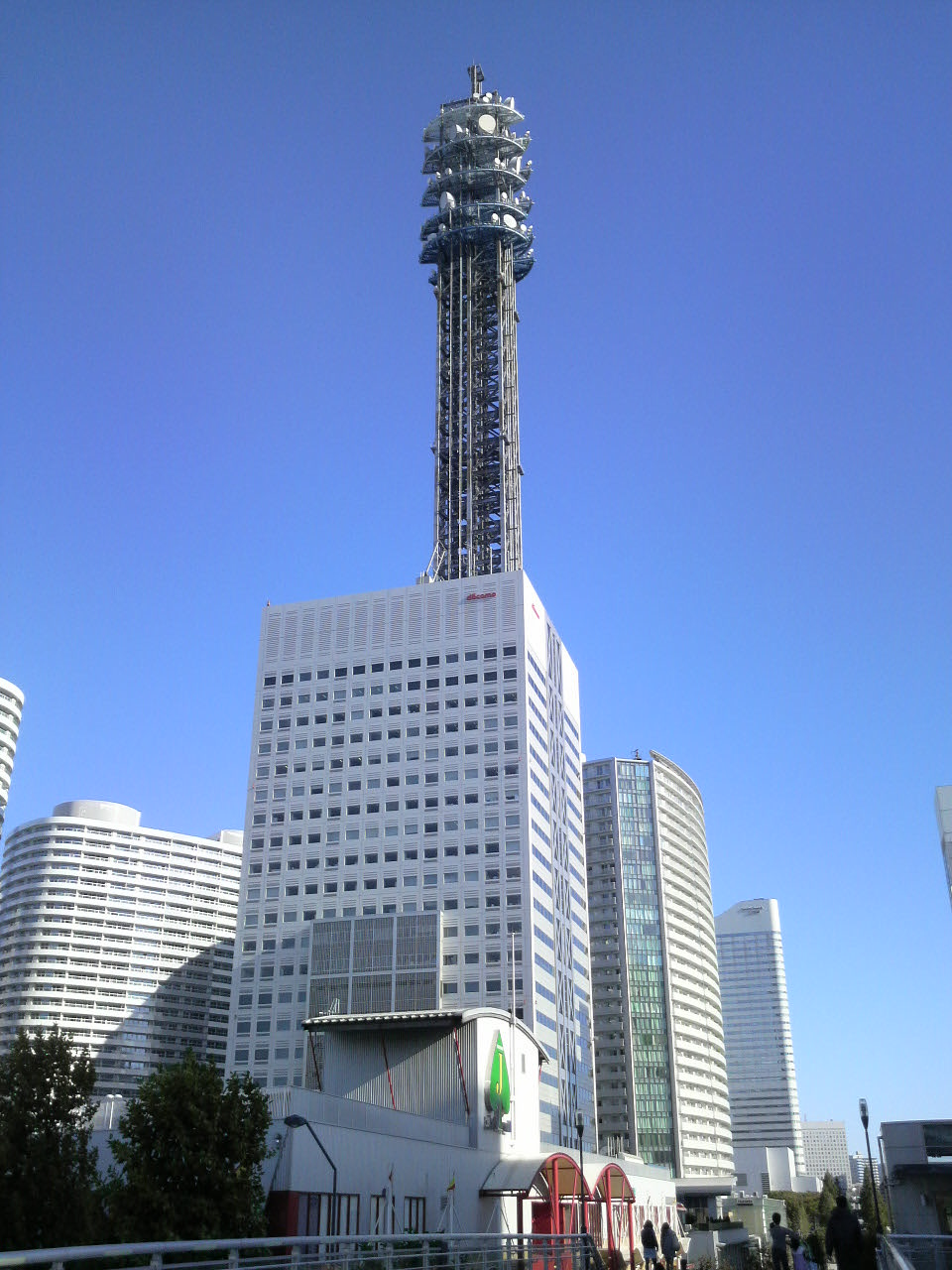
요코하마 미디어 타워

요코하마 미디어 타워(일본어: 横浜メディアタワー)는 일본 요코하마시 니시구의 요코하마 미나토미라이 21 지구에 있는 초고층 빌딩이다. 건물 옥상에는 거대한 전파탑이 있으며, 철탑 부분까지 하면 해당 지역에서는 요코하마 랜드마크 타워에 이어 두 번째로 높은 약 253m의 건물이다.

## 개요
1999년, 요코하마 미나토미라이 21 지구에 세워진 고층 빌딩이다. NTT 도코모 가나가와 지점, NTT 동일본 가나가와가 입주해있다. 건물 자체는 22층에 높이 약 100m이지만, 약 150m에 달하는 철탑이 있으며, 철탑 부분에서 건물 높이의 5분의 3을 차지하고있다. 철탑 부분에는 도코모나 NTT가 사용하는 마이크로 무선용 안테나가 무수히 붙어있다. 건물의 1층은 도코모 숍이 입주 해있다. 또한이 건물은 사무실뿐만 아니라 NTT 도코모의 통신 장비도 입주해 있다.